# Syndicat mixte pour l'aménagement et la gestion de l'île de Miribel Jonage
 (juin 2022).
Le syndicat mixte pour l'aménagement et la gestion de l'île de Miribel Jonage communément appelé Symalim ou nouveau Symalim est un syndicat mixte propriétaire du Grand Parc de Miribel-Jonage dont il assure la gestion.

## Histoire
Le syndicat est créé en 2017 comme la fusion de trois anciens syndicats, :
- syndicat mixte pour l’aménagement et la gestion de l’île de Miribel-Jonage (Symalim), propriétaire du Grand Parc de Miribel-Jonage depuis 1968 ;
- syndicat d'aménagement du canal de Jonage ;
- syndicat intercommunal de valorisation de la Rize.

## Membres du syndicat mixte
Seize collectivités font partie du syndicat mixte :
- conseil départemental de l'Ain ;
- métropole de Lyon ;
- communauté de communes de Miribel et du Plateau[3] ;
- Beynost ;
- Décines-Charpieu ;
- Jonage ;
- Jons ;
- Lyon ;
- Meyzieu ;
- Miribel ;
- Neyron ;
- Niévroz ;
- Saint-Maurice-de-Beynost ;
- Thil ;
- Vaulx-en-Velin ;
- Villeurbanne.